# シャンピオナ・フェデラル・ナシオナル
シャンピオナ・フェデラル・ナシオナル（Championnat Fédéral Nationale）は、フランスにおけるラグビーユニオンの3部リーグである。2020年に創設された。通称はナシオナル。

## 概要
上位リーグ（2部）にプロD2（Pro D2）、下位リーグ（4部）にナシオナル2（Nationale 2）がある。
14クラブがホーム・アンド・アウェー方式の総当たり戦を行い、レギュラーシーズンの上位6クラブがノックアウト方式のプレーオフトーナメントに進む。
プレーオフ準々決勝で、3位から6位までの4クラブが対戦する。準決勝から1位・2位が加わる。
決勝戦は中立地で一発勝負が行われ、優勝チームは次シーズンのプロD2（2部）に自動昇格する（プロD2の最下位 (14位) は自動降格する）。
準優勝クラブは、プロD2の15位と入替戦を行う。その結果で、昇格または残留が決まる。
レギュラーシーズンの14位（最下位）はナシオナル2へ自動降格。13位は、ナシオナル2の準優勝チームと入替戦を行う。

## 関連大会
|               | ヨーロッパ6か国 および 南アフリカ共和国 ほか ・ |                                                |                                            |                                                                         | |
| 上位大会      | ヨーロピアンラグビー・チャンピオンズカップ      | ヨーロピアンラグビー・チャンピオンズカップ     | ヨーロピアンラグビー・チャンピオンズカップ | ヨーロピアンラグビー・チャンピオンズカップ                              | ヨーロピアンラグビー・チャンピオンズカップ                                                                             |
| 下位大会      | EPCRチャレンジカップ                            | EPCRチャレンジカップ                           | EPCRチャレンジカップ                       | EPCRチャレンジカップ                                                    | EPCRチャレンジカップ                                                                                                   |
|               |                                                 |                                                |                                            |                                                                         | |
|               | フランス                                        | イングランド                                   |                                            | アイルランド・スコットランド・ウェールズ・イタリア・南アフリカ共和国 ・ | アイルランド・スコットランド・ウェールズ・イタリア・南アフリカ共和国 ・                                                |
| 1部大会       | トップ14                                        | プレム・ラグビー (旧 プレミアシップ・ラグビー) | ユナイテッド・ラグビー・チャンピオンシップ | ユナイテッド・ラグビー・チャンピオンシップ                              | |
|               |                                                 |                                                |                                            |                                                                         | |
| 2部大会       | プロD2                                          | チャンプ・ラグビー (旧 RFUチャンピオンシップ)  |                                            | 各 国内リーグ                                                           | オールアイルランド・リーグ、 スコティッシュ・プレミアシップ、 スーパーラグビー・カムリ、 セリエAエリート、カリーカップ |
| 3部大会       | シャンピオナ・フェデラル・ナシオナル            | ナショナルリーグ1                              |                                            | 各 国内リーグ                                                           | オールアイルランド・リーグ、 スコティッシュ・プレミアシップ、 スーパーラグビー・カムリ、 セリエAエリート、カリーカップ |
| 4部大会       | シャンピオナ・フェデラル・ナシオナル2           | ナショナルリーグ2                              |                                            | 各国 下位リーグ                                                         | 略 |
| 5/6/7部大会   | フェデラル 1/2/3                                | 略                                             |                                            | 各国 下位リーグ                                                         | 略 |
| 8部大会       | プリ・フェデラル                                | 略                                             |                                            | 各国 下位リーグ                                                         | 略 |
| 9/10/11部大会 | レジオナル 1/2/3                                | 略                                             |                                            | 各国 下位リーグ                                                         | 略 |

## 歴史
1995年のラグビー・ユニオンがプロ化した後、フランス国内リーグの1部はトップ16（後のトップ14）、2部はエリート2（後のプロD2）となり、3部リーグはフェデラル1（Federale 1）、フェデラル2（Federale 2）、フェデラル3（Federale 3）に分割再編成された。
2019-2020年シーズンは、新型コロナウイルス感染症の世界的流行により中断。
2020年6月、プロD2とフェデラル1の間に、3部リーグの全国選手権であるシャンピオナ・フェデラル・ナシオナルを創設。これによりフェデラル1・2・3は、それぞれ4部・5部・6部に位置する。
新リーグ発足にあたり、2019-2020シーズンのフェデラル1の上位14クラブ（SCアルビ、RCオーブナ・ヴァル、ブラニャックSCR、USブレッサンヌ、CSブルゴワン＝ジャイユー、SOシャンベリ、ユニオン・コニャック、USダクス、スタッド・ディジョン、RCマシー、RCナルボンヌ、スタッド・ニソワ、RCシュレンヌ、スタッド・タルブ・ピレネー）が参加した。
2022-23シーズンから、4部リーグとして「ナシオナル2」を新設。これによりフェデラル1・2・3は、それぞれ5部・6部・7部に位置する。

## 参加チーム
2024-25シーズンの所属チーム
（前シーズンの成績上位順。▼はプロD2からの降格。△はナシオナル2からの昇格。）
1. ルーアン・ノルマンディー・ラグビー(w:Rouen Normandie Rugby)▼
2. RCナルボンヌ(w:RC Narbonne)
3. USカルカソンヌ(w:US Carcassonne)
4. SCアルビ(w:SC Albi)
5. RCシュレンヌ(w:RC Suresnes)
6. SOシャンベリ(w:Stade Olympique Chambérien Rugby)
7. CAぺリジュー・ドルドーニュ(w:CA Périgueux)
8. CSブルゴワン＝ジャイユー(w:CS Bourgoin-Jallieu)
9. RCマシー(w:RC Massy)
10. USブレッサンヌ(w:Union Sportive Bressane)
11. RCイエール・カルクイランヌ・ラ・クロ（フランス語版）
12. スタッド・タルブ・ピレネー(w:Tarbes Pyrénées Rugby)
13. スタッド・ランゴネ（フランス語版）△
14. オランピック・マルクワ(w:Olympique Marcquois Rugby)△

## 歴代優勝チーム
2022-23シーズンまでは、準決勝に勝利した時点（決勝戦への進出が決まった時点）で自動昇格が決まった。
2023-24シーズンから、決勝戦の勝者が自動昇格する（上位大会の14位(最下位)は自動降格）。準優勝チームは、上位大会13位との入替戦により、昇格か残留かが決まる。
| シーズン | 優勝                                             | スコア | 準優勝                         | 備考                    |
| -------- | ------------------------------------------------ | ------ | ------------------------------ | ----------------------- |
| 2020-21  | USブレッサンヌ(自動昇格)                         | 26-16  | RCナルボンヌ(自動昇格)         | 決勝戦2チームが自動昇格 |
| 2021-22  | RCマシー(自動昇格)                               | 38-10  | ソヨー・アングレーム(自動昇格) | 決勝戦2チームが自動昇格 |
| 2022-23  | ヴァランス・ロマン・ドローム・ラグビー(自動昇格) | 26-19  | USダクス(自動昇格)             | 決勝戦2チームが自動昇格 |
| 2023-24  | スタッド・ニソワ(自動昇格)                       | 39-30  | RCナルボンヌ(入替戦で残留)     | 優勝チームのみ自動昇格  |
| 2024-25  | USカルカソンヌ(自動昇格)                         | 24-23  | SOシャンベリ                   | 優勝チームのみ自動昇格  |